# Pecado de amor (telenovela de 1978)
Pecado de amor es una telenovela mexicana producida por Ernesto Alonso, transmitida entre los años 1978 y 1979 para la cadena Televisa. Fue protagonizada por Jacqueline Andere y Enrique Álvarez Félix, con las actuaciones antagónicas de Carmen Montejo y Ernesto Alonso.

## Argumento
Esta telenovela cuenta la historia de una muchacha tímida, insegura e insignificante, Paula Otero, que trabaja como maquillista para una empresa que produce telenovelas. Paula vive con su madre, Cristina Otero, quien fuera una actriz muy bella y famosa que vive amargada al verse vieja y olvidada. Doña Cristina trata muy mal a su hija Paula, la humilla, la hace sentir inferior y la domina. En su trabajo Paula conoce al galán de televisión Alberto Madrigal, se enamora de él, pero sabe que éste nunca se fijaría en una muchacha como ella, sabiendo eso, Paula, utilizando sus conocimientos de maquillaje y el vestuario de la empresa para la que trabaja, crea otra personalidad, Chantal, una mujer glamorosa y se lanza a conquistar a Alberto. Por ironías del destino Alberto se enamora de Paula y pasa una noche con ella. Paula queda embarazada. Su madre le revela un secreto, hace años tuvo un hijo al que dio en adopción, ese niño es Alberto. Desesperada por lo que está ocurriendo e impulsada por su madre, Paula acepta casarse con Miguel Ángel Bremer, un neurótico y famoso director de cine quien está obsesionado por ella. Al final Paula se entera de otra verdad, ella no es hija de Doña Cristina, es hija de su segundo esposo, un actor que la engañó con otra mujer, por eso el desprecio y desamor de la que creía su madre, al final Doña Cristina muere en un incendio al tratar de asesinar a Paula, Miguel Ángel decide ir a triunfar en Hollywood y deja el camino libre a Paula para que será feliz con Alberto.

## Reparto
- Jacqueline Andere - Paula Otero/Chantal
- Enrique Álvarez Félix - Alberto Madrigal
- Carmen Montejo - Cristina Otero
- Ernesto Alonso - Miguel Ángel Bremer
- Héctor Gómez - Raúl
- Alfredo Leal - Jaime León
- Gonzalo Vega - Walter
- Nelly Meden - Victoria
- Yolanda Ciani - Beatriz
- Martha Zavaleta - Rosa
- Angélica Chain - Lina
- Rocío Brambila - Gina
- Yolanda Liévana - Fanny
- Agustín Sauret - Alfonso
- Alfonso Meza - Ramón
- Felipe Gil - Nino
- Ignacio Rubiel - Nacho
- Tony Saldaña - Tony
- Susana Cabrera - Natalia
- Silvia Suárez - Eloísa